# 6e arrondissement de Cotonou
Pour les articles homonymes, voir 6e arrondissement.
Le 6e arrondissement de Cotonou est l'un des treize arrondissements de la commune de Cotonou dans le département du Littoral au Bénin.

## Géographie
Le 6e arrondissement de Cotonou est situé dans le Sud du Bénin et compte dix-huit quartiers que sont Aïdjedo I, Aïdjedo II, Aïdjedo III, Aïdjedo IV, Ahouansori Agata, Ahouansori Toweta I, Ahouansori Toweta II, Gbedjromede, Ladji, Dantokpa, Hinde I, Hinde II, Jericho, Ahouansori Ague, Vossa, Djidje I, Djidje II et Gbedjromede II.

## Démographie
Selon le recensement de la population de 2013 conduit par l'Institut national de la statistique et de l'analyse économique (INSAE), le 6e arrondissement de Cotonou compte 75 336 habitants.

## Infrastructures
Le Pont Martin Luther King de Cotonou permet de relier la rive Est et Ouest de la Lagune de Cotonou, un chenal qui sépare également le 3e arrondissement du 6e.

## Galerie de photos

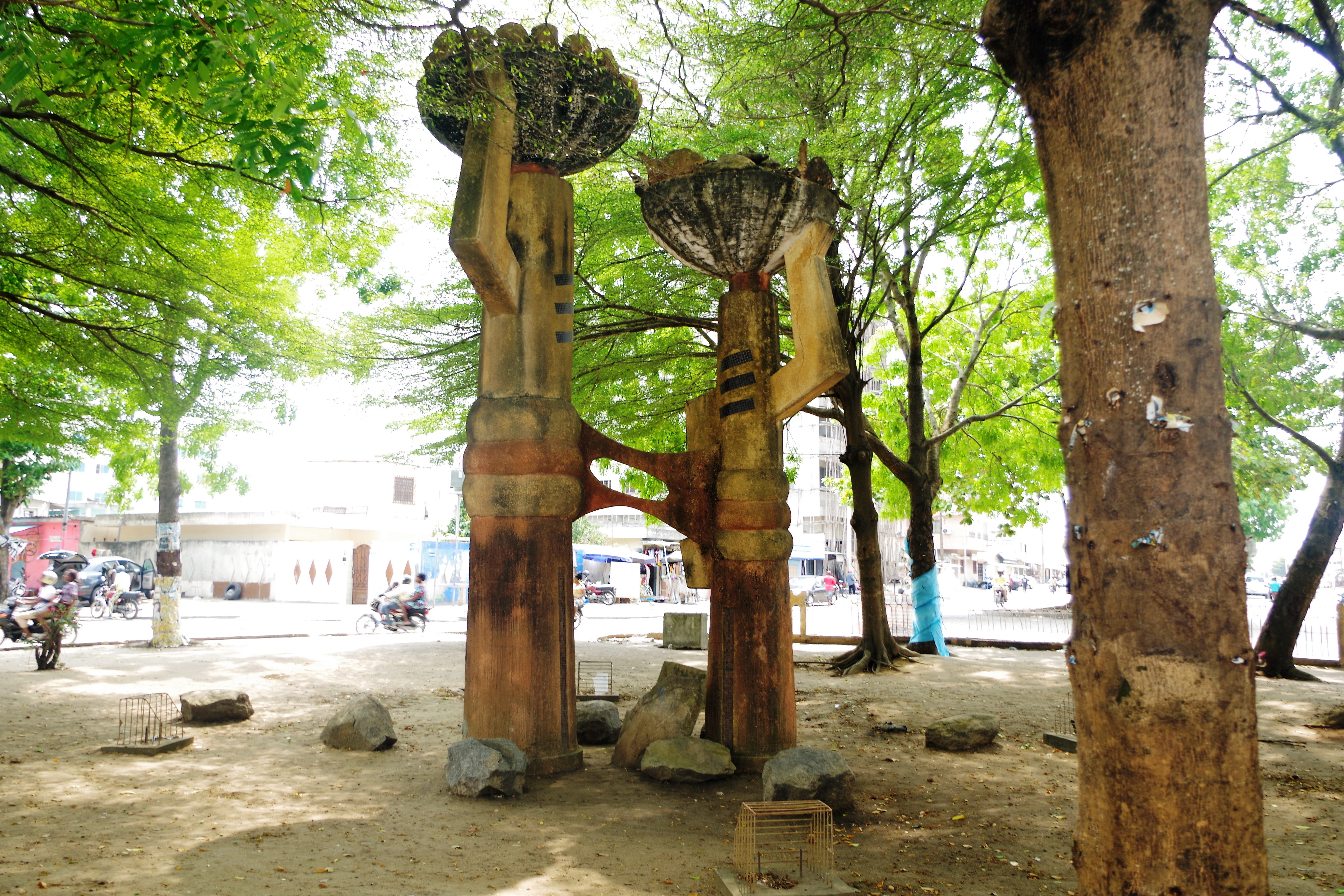
Femmes allant et revenant du marché à Gbêdjromèdé cotonou Bénin
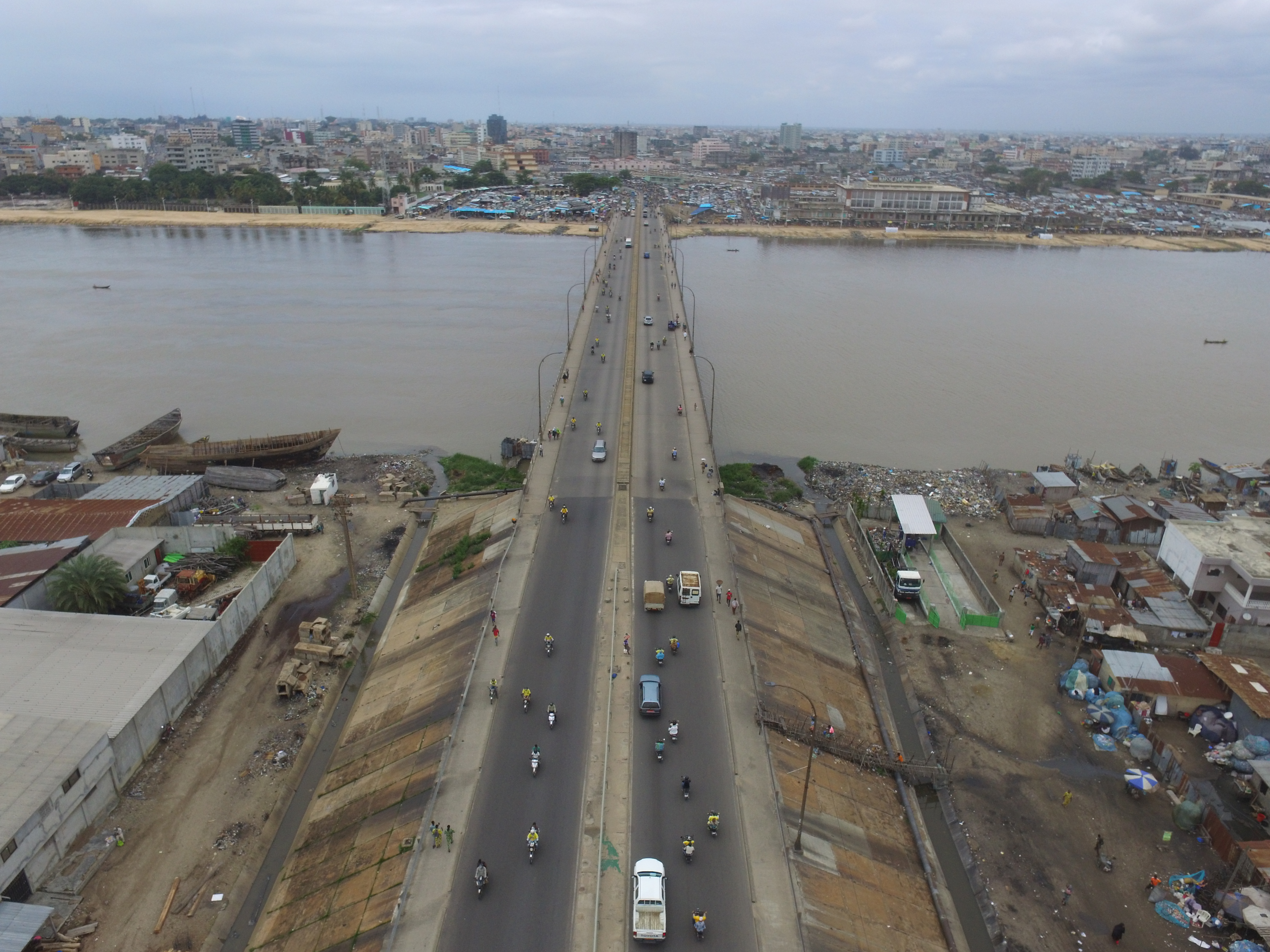
Pont Martin Luther King de Cotonou